# Ville Larinto

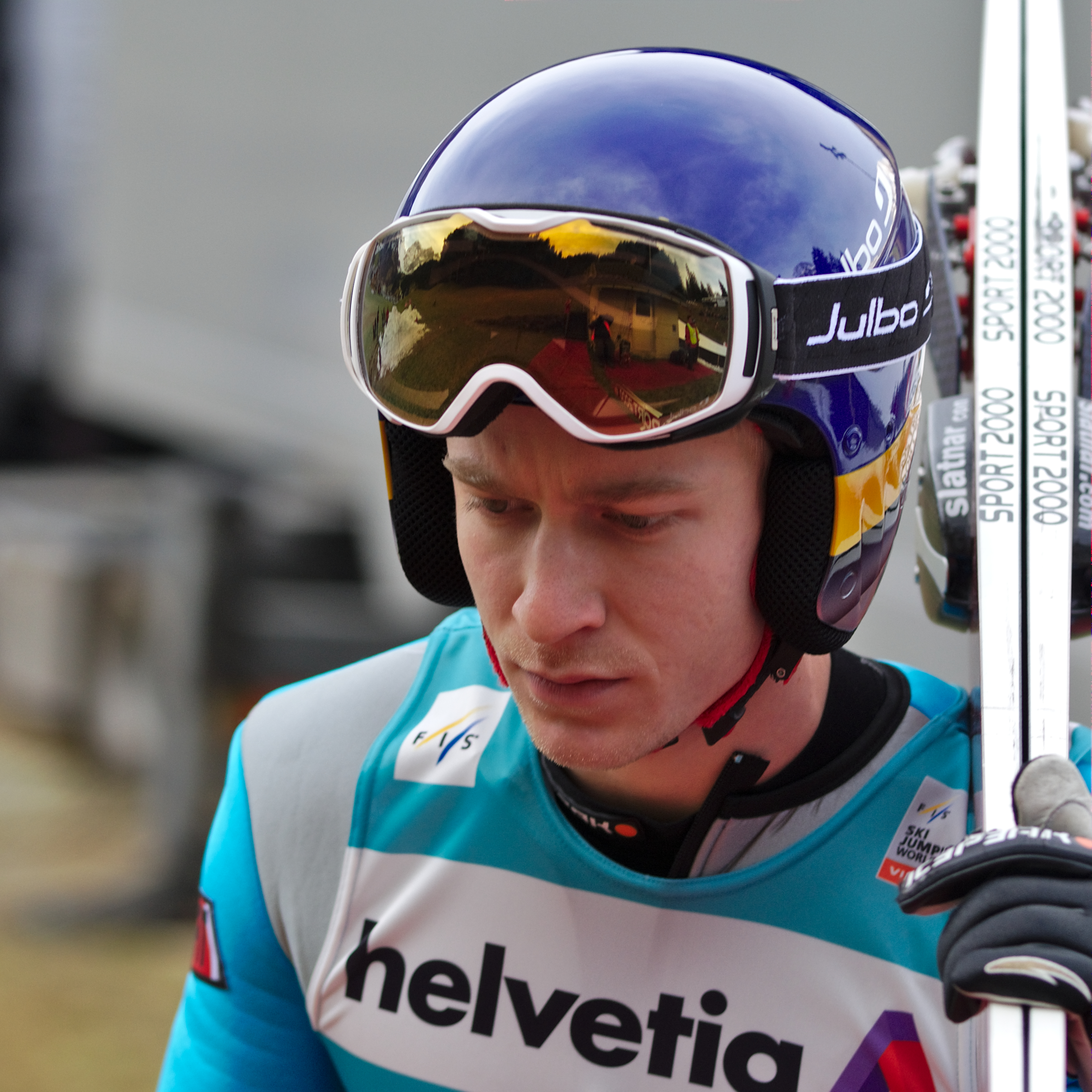
Ville Larinto i Engelberg 2014.

Ville Andreas Larinto, född 11 april 1990 i Lahtis, är en finländsk backhoppare. Han representerar skidföreningen Lahden Hiihtoseura och tränas av sin far, den tidigare backhopparen Jari Larinto.

## Karriär
Ville Larinto började med backhoppning vid fyra års ålder. Larinto startade i junior-VM 2006 i Kranj i Slovenien. Där blev han nummer 20 i den individuella tävlingen som vanns av Gregor Schlierenzauer från Österrike. I lagtävlingen blev han nummer 6 tillsammans med lagkamraterna i det finländska laget.
Larinto debuterade i världscupen säsongen 2007/08 och tog sina första världscupspoäng i december år 2007 då han slutade på 29:e plats. Hans första pallplats kom säsongen 2008/09 då han slutade på andra plats i Trondheim i Norge, bakom Gregor Schlierenzauer. Hans första seger kom i december 2010, på hemmaplan i stora Puijo-backen i Kuopio. Larinto har tävlat fyra säsonger i världscupen och har som bästa resultat hittills en fjortonde plats sammanlagt med 541 världscuppoäng säsongen 2008/2009. Han blev även nummer 14 totalt i tysk-österrikiska backhopparveckan säsongen 2008/2009.
Under junior-VM 2008 i Zakopane i Polen tävlade Larinto i lagtävlingen och slutade på en sjunde plats. I junior-VM 2009 i Štrbské Pleso i Tjeckien blev han nummer 9 i lagtävlingen. I den individuella tävlingen vann han en bronsmedalj. Larinto deltog även i junior-VM 2010 i Hinterzarten i Tyskland. Där blev han nummer åtta i den individuella tävlingen och nummer fyra i lagtävlingen.
I Skid-VM 2009 i Liberec i Tjeckien tävlade Larinto i samtliga grenar. Han blev nummer 7 (i normalbacken) och 12 i de individuella grenarna. I lagtävlingen blev han nummer 6 med finska laget. Österrike vann före Norge och Japan.
Larinto blev finländsk mästare 2008 i normalbacken i Rovaniemi, 2009 i lagtävlingen i Lahtis och i båda de individuella tävlingarna 2010.
Ville Larinto skadade knät sommaren 2011. Han genomgick en operation och var tvungen att genomgå en ny operation då han åter skadade knät kort efter att han började träningen efter första knäskadan.
I VM i Lahtis 2017 blev han 26:a i normalbacken.